# Peter Greenaway
Peter Greenaway (ur. 5 kwietnia 1942 w Newport, w Walii) – brytyjski reżyser i scenarzysta, artysta malarz, jeden z najbardziej cenionych i kontrowersyjnych twórców filmowych, pozostający pod wyraźnym wpływem malarstwa renesansu i baroku, zwłaszcza malarstwa flamandzkiego. Jego filmy wyróżniają się przepychem wizualnym, odrealnieniem i swoistą teatralnością obrazu, oraz licznymi cytatami kulturowymi i eksperymentalnym łączeniem stylów, co pozwala zaliczać je do czołowych osiągnięć postmodernizmu.

## Życiorys

### Wczesne lata
Urodził się w Newport w Walii jako syn nauczycielki i handlowca budowlanego. Kiedy miał trzy lata, jego rodzina, by uniknąć Blitz, przeniosła się do Chingford, dzielnicy London Borough of Waltham Forest w Esseksie. Uczęszczał do Szkoły Leśnej (Forest School) w Walthamstow, północno-wschodniej części Londynu.
W wieku dwunastu lat zdecydował się zostać artystą malarzem. Zainteresował się kinem europejskim, koncentrując się przede wszystkim na filmach Ingmara Bergmana, a następnie na francuskiej Nowej Fali i kinie takich twórców jak Alain Resnais czy Jean-Luc Godard.

### Kariera
W 1962 studiował malarstwo w Walthamstow College of Art, gdzie wśród jego kolegów był przyszły muzyk Ian Dury. Od 1965 roku przez jedenaście lat pracował jako montażysta w brytyjskim Central Office of Information (COI). W tym czasie zaczął tworzyć filmy krótkometrażowe i dokumentalne, m.in.: Train (1966), Revolution (1967), Intervals (1969), Erosion (1971), które można uznać za awangardowe. Przy jego udziale powstały takie filmy jak Window (1975), Cut Above the Rest (1978), Eddie Kid (1978), Vertical Features Remake (1978), A Walk Through H (1978), Women Artists (1979) i Zandra Rhodes (1979).
W 1980 Greenaway zrealizował pierwszy film pełnometrażowy pt. Kronika wypadków (The Falls), dramat sci-fi będący zbiorem krótkometrażówek, przedstawiających 92 osoby, które przeżyły V.U.E. (Violent Unknown Event – Gwałtowne Nieznane Wydarzenie). Do najbardziej znanych filmów Greenawaya zaliczyć można Kontrakt rysownika (The Draughtsman′s Contract, 1982), Zet i dwa zera (A Zed & Two Noughts, 1985), Brzuch architekta (The Belly of an Architect, 1987), Kucharz, złodziej, jego żona i jej kochanek (The Cook, the Thief, His Wife & Her Lover, 1989), Pillow Book (1996) i 8 i pół kobiety (8½ Women, 1999).
Z powodu dosyć śmiałych i odważnych scen wiele filmów otrzymało początkowo status „X-rated” czyli nie dopuszczonych do publicznych emisji.
6 października 2010 Akademia Sztuk Pięknych w Gdańsku przyznała mu tytuł doktora honoris causa.

### Życie prywatne
W latach 1969–1999 był żonaty z garncarką Carol, z którą ma dwie córki: Hannah i Jessicę. Zamieszkał w Amsterdamie.

## Wybrana filmografia (jako reżyser)
- 1962: Death of Sentiment
- 1966: Tree
- 1966: Pociąg (Train)
- 1967: Rewolucja (Revolution)
- 1967: 5 Postcards From Capital Cities
- 1969: Interwały (Intervals)
- 1971: Erosion
- 1973: D jak dom (H Is for House)
- 1975: Okna (Windows)
- 1975: Z dziejów wodnych Bryzgów (Water Wrackets)
- 1975: Water
- 1976: Rekonstrukcja pionowych obiektów (Vertical Features Remake)
- 1976: Goole by Numbers
- 1977: Drogi telefonie (Dear Phone)
- 1978: Spacer przez H: Reinkarnacja ornitologa (A Walk Through H: The Reincarnation of an Ornithologist)
- 1978: Eddie Kid
- 1978: Cut Above the Rest
- 1978: 1-100
- 1979: Zandra Rhodes
- 1979: Women Artists
- 1979: Leeds Castle
- 1980: Lacock Village
- 1980: Kronika wypadków (The Falls)
- 1980: Country Diary
- 1980: Act of God (TV)
- 1981: Terence Conran
- 1982: Kontrakt rysownika (The Draughtsman's Contract)
- 1983: Four American Composers
- 1983: The Coastline
- 1984: Making a Splash
- 1985: Zet i dwa zera (A Zed & Two Noughts)
- 1985: Inside Rooms: 26 Bathrooms, London & Oxfordshire, 1985
- 1987: Brzuch architekta (The Belly of an Architect)
- 1988: Wyliczanka (Drowning by Numbers)
- 1988: Strach przed utonięciem (Fear of Drowning)
- 1988: Death in the Seine (TV)
- 1989: Kucharz, złodziej, jego żona i jej kochanek (The Cook the Thief His Wife & Her Lover)
- 1989: A TV Dante (miniserial TV)
- 1989: Lusitania
- 1989: Hubert Bals Handshake
- 1991: Księgi Prospera (Prospero's Books)
- 1991: M Is for Man, Music, Mozart (TV)
- 1992: A Walk Through Prospero's Library (TV)
- 1992: Rosa
- 1993: Dzieciątko z Mâcon (The Baby of Mâcon)
- 1993: Darwin (TV)
- 1995: Stairs 1 Geneva
- 1995: Lumiere i spółka (Lumiere et compagnie)
- 1996: Pillow Book (The Pillow Book)
- 1997: The Bridge
- 1999: 8 i pół kobiety (8½ Women)
- 1999: The Death of a Composer: Rosa, a Horse Drama
- 2001: The Man in the Bath
- 2003: Cinema16
- 2003: The Tulse Luper Suitcases, Part 1: The Moab Story
- 2003: The Tulse Luper Suitcases, Episode 3: Antwerp
- 2004: The Tulse Luper Suitcases, Part 2: Vaux to the Sea
- 2004: Wizje Europy (Visions of Europe fragment "European Showerbath")
- 2005: A Life in Suitcases
- 2007: Straż nocna (Nightwatching)